# Pam Grout
Pam Grout ist eine US-amerikanische Journalistin und Autorin esoterischer Bücher.
Grout schrieb für die Tageszeitung Kansas City Star. Als Autorin veröffentlichte sie 16 Bücher – überwiegend Reiseberichte und Lebensratgeber –, schrieb zwei Drehbücher und ist Autorin einer Soap.

## Werke (Auswahl)
- Atme dich schlank und bring deinen Stoffwechsel auf Trab!
- Living big
- E² – wie Ihre Gedanken die Welt verändern. ISBN 978-3-79342270-9. Hörbuch ISBN 978-3-89903-927-6
- E²+ – Neue Beweise zum Selbertesten. Hörbuch ISBN 978-3-89903-927-6